# František Macek
František Macek, né le 21 juin 1988 à Zlín (République Tchèque), est un chef d'orchestre tchèque.

## Biographie
František Macek est issu d'une famille de musiciens. Ses quatre frères et sœurs sont musiciens et son père František Macek était organiste, compositeur et chef d'orchestre.
František Macek a débuté la musique à l'age de 4 ans par le piano, puis s'est tourné vers l'orgue qu'il a étudié au Conservatoire P. J. Vejvanovského de Kroměříž.
Il a poursuivi ses études à la faculté de Musique de l'Académie Tchèque des Arts de la Scène (en tchèque Akademie múzických umění v Praze, AMU) de Prague; et à l'École royale supérieure de musique de Stockholm (en suédois Kungliga Musikhögskolan i Stockholm, ou KMH).
Il s'est fait connaître du monde de la direction d'orchestre professionnelle en remportant le concours international pour le poste de chef assistant de l'Orchestre Symphonique National de la Radio Polonaise (NOSPR) en 2018, qui possède l'une des meilleures salles de concert d'Europe.
En 2020, František Macek est devenu directeur artistique du festival international de musique « Hudba v zahradách a zámku Kroměříž » (République tchèque), dédié aux spectacles de musique classique dans les jardins et le château (classés Patrimoine UNESCO) à Kroměříž. Au printemps 2021, Macek a fait ses débuts avec succès au prestigieux Festival du Printemps de Prague avec l'Orchestre Symphonique de la Radio de Prague et collabore fréquemment avec d'autres orchestres tchèques, notamment le FOK Prague Symphony Orchestra, PKF – Prague Philharmonie, Brno Philharmonic, Janáček Philharmonic Ostrava, Moravian Philharmonic Olomouc, Pilsen. Philharmonique, Bohuslav Martinů Philharmonic Zlín et Philharmonie de chambre tchèque Pardubice.
František Macek a rapidement établi sa présence internationale. Ses collaborations artistiques les plus récentes incluent l'Orquesta de Valencia, l'Orchestre Symphonique de Singapour, l'Opéra Orchestre National de Montpellier, la Sinfonietta Cracovia, l'Orchestre Philharmonique de Silésie de Katowice, l'Orchestre Philharmonique de Chambre de Cracovie et d'autres. Auparavant, il a également dirigé le Tonhalle-Orchester Zürich, l'Orchestre Philharmonique de Moscou, l'Aspen Festival Orchestra, le Lucerne Festival Strings, le Gstaad Festival Orchestra, l'Orchestre Symphonique de Norrköping, l'Orchestre Symphonique de Gävle, l'Orchestre du Norrlands Operan, le Västerås Sinfonietta, le Dalasinfoniettan, l'Orchestre Giovanile Italiana et l'Orchestre Symphonique des Pays-Bas.
Il est depuis la saison 2023-2024 le chef d'orchestre principal de l'Orchestre de chambre d'État de Žilina (en slovaque Štátny komorný orchester Žilina, ŠKO), plus connu sous le nom de Slovak Sinfonietta, qui fête en 2023-2024 sa 50e saison